# Световен ден на психичното здраве
Световният ден на психичното здраве (10 октомври) е ден за образование и гласност за психичното здраве, както и за борбата против стигмата на психичните заболявания в обществото.
За първи път този ден се отбелязва през 1992 г. по инициатива на Световната федерация за психично здраве – световна организация за психично здраве, включваща представители от повече от 150 държави.  На този ден радетели за психичното здраве по целия свят привличат вниманието към психичните заболявания и негативните последици върху живота на хората, засегнати от тях.  В някои страни този ден е част от „Седмицата на психичното здраве“, каквато е практиката в Австралия. 

## История
Световният ден на психичното здраве се отбелязва за първи път на 10 октомври 1992 г. по инициатива на заместник генералния секретар Ричард Хънтър. От 1994 г. насам, освен общото промотиране на психично здраве и информираността на обществото, за денят на психичното здраве се избира конкретна тема.
През 1994 г.тогавашния генерален секретар Юджийн Броуди за първи път предлага да се избира тема за денят на психичното здраве. Темата през 1994 год е „Подобряване на качеството на услугите за психично здраве в целия свят.“ 
Световният ден на психичното здраве се подкрепя от Световната здравна организация (СЗО). Тази подкрепа се реализира чрез кампании за повишаване на информираността по въпросите, засягащи психичното здраве, както и чрез многобройните връзки на организацията с министерствата на здравеопазването на държавите по целия свят, както и на гражданските организации. СЗО също така подкрепя каузата като разработва специализирани и информационни материали .

## Теми
| година    | Тема |
| --------- | --- |
| 2019      | Промоция на психичното здраве и превенция на самоубийствата                                                      |
| 2018      | Психичното здраве на младите хора в динамично променящия се свят                                                 |
| 2017      | Психично здраве на работното място                                                                               |
| 2016      | Психологична първа помощ                                                                                         |
| 2015      | Достойнство и психично здраве                                                                                    |
| 2014      | Да живееш с Шизофрения                                                                                           |
| 2013      | Психично здраве у застаряващото население                                                                        |
| 2012      | Депресия: световна криза                                                                                         |
| 2011      | Да инвестираме в психичното здраве                                                                               |
| 2010      | Психично здраве у хора, страдащи от хронични физически заболявания                                               |
| 2009      | Психично здраве в първичната здравна (медицинска) помощ: подобряване в лечението и промоция на психичното здраве |
| 2008      | Психичното здраве като световен приоритет                                                                        |
| 2007      | Психичното здраве в динамично променящия се свят: въздействието на културата и многообразието.                   |
| 2006      | Намаляване на риска чрез информираност и гласност: психични заболявания и суицидитет                             |
| 2005      | Психическо и физическо здраве през цялата продължителност на живота                                              |
| 2004      | Връзката между физическото и психичното здраве.                                                                  |
| 2003      | Емоционални и поведенчески разстройства на деца и юноши.                                                         |
| 2002      | Ефектите на травмите и насилието върху децата и юношите.                                                         |
| 2000 – 01 | Психично здраве и работа                                                                                         |
| 1999      | Психично здраве и стареене                                                                                       |
| 1998      | Психично здраве и правата на човека                                                                              |
| 1997      | Децата и психичното здраве                                                                                       |
| 1996      | Жените и психичното здраве                                                                                       |